# Francisco Sánchez (nadador)
Francisco Demetrio Sánchez Betancourt (Cumaná, 5 de septiembre de 1976) es un nadador profesional venezolano retirado. Empezó como nadador en el club "Lázaro Hernández", en las piscinas del gimnasio 26 de Octubre de Cumaná. 
Fue campeón mundial en los 50 metros libres piscina corta. Participó en las olimpiadas de Sídney 2000 en la categoría 100 m estilo libre masculino (52,43s - Posición 50). Posee varias marcas nacionales de Natación.